# Pokolj u Baru
Pokolj u Baru (alb.: Masakra e Tivarit), naziv je za masovno ubojstvo velikog broja civila kosovskih Albanaca u Baru koje su počinile jedinice Desete crnogorske brigade NOVJ-a u proljeće 1945. godine, krajem Drugoga svjetskog rata.
Žrtve su bili pretežno Albanci s Kosova koje je NOVJ regrutirala kako bi ih iskoristila u borbi protiv njemačkih i drugih osovinskih snaga koje su se tada povlačile s Balkana. Albanci su iz Prizrena sprovođeni u Bar u tri različite grupe. Gotovo sve pripadnike druge grupe koja je preko Albanije stigla u Bar ubili su crnogorski čuvari.
Procjene broja žrtava kreću se od 400 do 450 ljudi (službeni partizanski kroničari), te od 1.500 do 2.000 (albanski povjesničari). U SFRJ je ovo bila tabu tema o kojoj se desetljećima šutjelo.

## Pozadina
Tijekom kolonizacije Kosova 1930-ih godina vlast Kraljevine Jugoslavije je otimala zemljište od Albanaca s područja Đakovice i Peći i dodjeljivala Crnogorcima. Kada su sile Osovine 1941. godine ušle u Jugoslaviju, mnogi Crnogorci su pobjegli u Crnu Goru. Mnogi izbjegli crnogorski kolonisti su se tijekom rata nalazili u Baru.
Kosovski Narodno-oslobodilački pokret je početkom siječnja 1944. godine na konferenciji u Bujanu donio odluku o ujedinjenju s Albanijom. Jugoslavenski komunisti nisu priznali tu odluku. Krajem prosinca 1944. godine izbila je pobuna Albanaca na Kosovu protiv vlasti nove Jugoslavije, predvođena od nacionalističkih komiteta, koje su činili balisti.

## Mobilizacija
Jedna od mjera za uvođenje reda na Kosovu sastojala se i u mobilizaciji Albanaca u Jugoslavensku vojsku, kako bi mobilizirano ljudstvo bilo sklonjeno iz žarišta pobune i istodobno dalo doprinos završnim operacijama. Jugoslavensko zapovjedništvo je u siječnju 1945. godine izdalo nalog za mobilizaciju Albanaca s Kosova od 16 do 65 godina. Međutim, albanski partizani željeli su boriti se u okviru Narodno-oslobodilačke vojske Albanije, a ne Jugoslavije.
U ožujku 1945. godine na Kosovu i Metohiji uhvaćeno je nekoliko tisuća Albanaca koji su se po planinama skrivali od mobilizacije u jugoslavensku vojsku. 11. ožujka 1945. godine u Đakovici su organizirane demonstracije žena protiv nasilnih mobilizacija sinova, braće i muževa. Jugoslavenski partizani, u suradnji s albanskim partizanskim jedinicama, okupili su veći broj novaka iz Mitrovice, Prizrena, Vučitrna, Podujeva i Prištine (prema nekim izvorima oko 5.400). Albanci su iz općinskih centara okupljeni u vojarni u Prizrenu i na prijevaru razoružani, uz objašnjenje kako će im se oružje dati u Hrvatskoj i Sloveniji. Nakon toga, razoružane Albance preuzeli su naoružani čuvari Srbi i Crnogorci, koji su ih podijelili u tri različite grupe (kolone) i naredili im da marširaju ka Baru. Jugoslavenske vlasti namjeravale su ih uporabiti kao popunu Četvrte armije, koja se borila kod Trsta. Među mobiliziranima bio je znatan broj sudionika u pobuni na Kosmetu, koji su širili glasine o tome kako će ih kad se ukrcaju u brodove potopiti u more.

## Kolone
Kosovski Albanci su do Bara sprovođeni pješice preko planinskih vijenaca Kosova, sjeverne Albanije i Crne Gore (pravcem Prizren–Kukës–Skadar–Bar), gdje ih je trebao čekati brod za Dalmaciju, da ih pošalje na bojište. Prva kolona od oko 2.500 ili 3.700 ljudi je nakon nekoliko dana stigla u Bar, odakle je poslana u Istru. 
Druga kolona, od oko 2.472 ili 4.700 osoba, nastupala je putom Prizren–Zhur–Kukës–Puk-Skadar. Albance su partizanske jedinice iz Vranja i Pirota sprovodile do Skadra. Ljudstvo je neprestano forsirano bez obzira na veliki umor i iscrpljenost od dugog puta. Tijekom puta novake su maltretirali, a bolesni su ostavljeni da umru. Albanski izvori navode da su mnogi usput pretučeni i ubijeni, neki zbog pokušaja da ugase žeđ.
Crnogorski izvori navode kako je zbog neprijateljske agitacije na čitavom putu dolazilo do "grdnih incidenata". Najprije su mobilizirani Albanci prilikom prevoženja preko Drima pobacali nekoliko sprovodnika u vodu. Navodno, to se ponovilo i kada su prevoženi preko Bojane, ali se sve svršilo bez težih posljedica.
U Skadru su Albanci predati 10. crnogorskoj brigadi, koja je imala zadatak sprovesti ih do Bara. Crnogorci su, prilikom susreta, Albance s bijelim kapama nazivali balistima. Formirana je kolona od 12 grupa. Uz kolonu su, na određenom rastojanju postavljeni borci iz Desete brigade. Po nekim svjedočanstvima, 31. ožujka u blizini Ulcinja odvojeni su bolesni i ranjeni, pod izgovorom da ih vode na oporavak u bolnice u Crnoj Gori. O njihovoj sudbini se nakon toga više ništa ne zna.

## Manji sukobi
Kada su počeli pristizati u Bar, 1. travnja 1945. godine, kolona je razvučena nekoliko kilometara kroz Barsko polje, a ljudi su bili izmoreni i izmučeni. Tada se dogodio incident koji je bio uvod u pokolj koji je uslijedio. Po jednoj verziji, negdje u polju jedan od albanskih mladića ubio je crnogorskog vojnika koji mu nije dao piti vodu, nakon čega su tog mladića i još dvojicu masakrirali. Po drugoj verziji, jedan Albanac zgrabio je pušku od crnogorskog sprovodnika na spavanju i ubio ga. Ubojica je potom pobjegao u masu, ali je ubijen neki mladić koji je časniku navodno pokušao uzeti pištolj.
Sukobi su izazvali silno ogorčenje i spremnost na osvetu među Crnogorcima. Oni su zaposjeli položaje oko puta kuda se kolona kretala, kao i oko zgrade u Baru gdje su se trebali smjestiti novaci.

## Pokolj
Mobilizirani Albanci zatvoreni su u veliku zgradu pod nazivom "Monopol duvana", površine od približno 300 m2, s dvorištem okruženim visokim zidinama. Crnogorski partizani bili su veoma neprijateljski raspoloženi prema njima, a jedan od časnika ih je dočekao riječima: 
 Tada je straža izdvojila 16 osumnjičenih za ubojstvo crnogorskog sprovodnika i odvela ih. 
Prema crnogorskoj verziji, masa je počela prosvjedovati, a neko je je bacio prokrijumčarenu bombu u pravcu stražara, nakon čega se začuo povik: "Pobuna Šiptara!" Stražari su prvo pucali u vis, a kada se gomila uspaničila, počeli su pucati i po ljudima. Kada su Albanci u koloni čuli paljbu, počeli su bježati prema planinama, nakon čega je uslijedila potjera i trenutna egzekucija.
Prema albanskoj verziji, čim su novaci dovedeni unutar zgrade "Monopola", Crnogorci su okrenuli puškomitraljeze prema njima i otvorili vatru. Oko 14 sati napadnuti su s četiri strane svim vrstama oružja kao što su automati, mitraljezi, ručne bombe, pištolji i sl. Istodobno, vatra je otvorena i na novake koji su se nalazili u dvorištu "Monopola". Jedan od preživjelih, Azem Hajdini, svjedoči da je u zgradi bilo oko 1.000 ljudi, unutar dvorišta oko 2.200 do 2.500 ljudi, a neki su ostali na ulici ispred dvorišta. Prostor dvorišta pretvoren je u rijeku krvi, a zgrada je uništena, s tijelima stotine mladića unutar nje. Po svjedočenjima preživjelih, pokolj je bio pripremljen, a unaprijed su bile pripremljene i iskopane jame.
U Baru su se tada nalazile Deseta crnogorska brigada, oko stotinjak boraca Zapovjedništva mjesta, dijelovi Narodne odbrane, dio komore Bokeljske brigade, i gomila naoružanih ranjenika, izbjeglica i mještana. Dijelovi 46. srpske partizanske divizije, sastavljene od Vranjanaca i Piroćanaca, su u Baru također sudjelovali u ubojstvima. Pored partizana, bilo je i mještana koji su aktivno sudjelovali u pokolju. U ubojstvima su također sudjelovali i srpski i crnogorski civili protjerani s Kosova. Međutim, bilo je i mještana koji su albanske mladiće skrivali po kućama ili u stogovima sijena. Tijela žrtava bacana su u jame, u more, spaljivana ili zakopavana u masovnu grobnicu, pet kilometara od Starog Bara. Preživjeli Albanci koji su uhvaćeni su poslati na bojište.

## Broj žrtava
Nikada nije točno utvrđeno koliko je Albanaca ubijeno toga dana. Brojke se kreću od 400 do 450 ljudi (službeni partizanski kroničari), do 1.500 do 2.000 (albanski povjesničari). Postoje i procjene prema kojima je tada u Baru ubijeno čak 4.300 ljudi.

## Posljedice
Dan kasnije, smijenjen je i degradiran cijeli zapovjedni stožer, na čelu s Gašom Markovićem. Međutim, nitko nije ozbiljnije kažnjen, a Boško Đuričković, politički povjerenik Primorske operativne grupe, je na neki način opravdavao svoje jedinice:
Ovaj događaj je bacio ljagu na partizanski pokret i Bar u cjelini, jer je ostao upamćen kao najveća egzekucija na tim prostorima. U SFRJ je ovo bila tabu-tema o kojoj se desetljećima šutjelo. Masovna grobnica žrtava barskog pokolja otkrivena je tek nakon više od pola stoljeća. Otkrio ju je 17. rujna 1996. godine kosovski povjesničar, prof. dr. Zekeria Cana.

## U popularnoj kulturi
Godine 1996. kosovski redatelj Ekrem Kryeziu, u produkciji Radiotelevizije Albanije, snimio je Viktimat e Tivarit, TV-film posvećen pokolju.

## Vanjske poveznice
- Barski slučaj - I. dio  Arhivirana inačica izvorne stranice od 2. listopada 2015. (Wayback Machine)
- Barski slučaj - II. dio  Arhivirana inačica izvorne stranice od 2. listopada 2015. (Wayback Machine)
- Barski slučaj - III. dio  Arhivirana inačica izvorne stranice od 2. listopada 2015. (Wayback Machine)
- Barski slučaj - IV. dio  Arhivirana inačica izvorne stranice od 2. listopada 2015. (Wayback Machine)